# Јан Мастенбрук
Јоханес Кристофел Јан Мастенбрук (5. јул 1902 – 23. мај 1978) био је холандски фудбалски тренер који је тренирао репрезентацију Холандије са Источноиндијских острва на Светском првенству у фудбалу 1938. године.
Мастенбрук је рођен и одрастао у Дордрехту, као син кројача Клааса Мастенбрука и Говердине Раквиц. Године 1924. оженио се Јоханом ван ден Бовенкамп у Хенгелу, у то време је био учитељ.
Био је председник Холандског источноиндијског фудбалског савеза (Nederlandsch-Indische Voetbal Unie ) и потпредседник Холандског источноиндијског олимпијског комитета.